# Distretto di Sekyere Sud
Il distretto di Sekyere Sud (ufficialmente Sekyere South District, in inglese) è un distretto della regione di Ashanti del Ghana.
Fino al 2012 si chiamava distretto di Afigya-Sekyere.

## Geografia
Il distretto di Sekyere South è quasi interamente coperto da foresta tropicale. Il distretto contiene molti tipi di legname. Ci sono generalmente circa 120 giorni di pioggia all'anno, ma la maggior parte di questi si verificano durante la "stagione delle piogge", tra marzo e luglio.

## Economia
Due terzi della forza lavoro del distretto sono agricoltori, mentre la maggior parte del resto è impiegata nel settore dei servizi. Le principali colture alimentari includono manioca, piantaggine, igname e mais. Le principali colture commerciali sono cacao, agrumi, caffè e olio di palma. Molte persone praticano la tessitura del kente e forme locali di ceramica, che vengono poi esportate.

## Istruzione
Ci sono 329 scuole nel distretto. Il collegio di formazione per ostetriche SDA e il collegio universitario Withrow, entrambi ad Asamang, e il collegio di educazione SDA ad Agona sono le poche istituzioni terziarie notevoli nel distretto.

## Salute
Ci sono 18 centri sanitari nel distretto.

## Turismo
Molte delle attrazioni turistiche più popolari della regione di Ashanti, come la cascata di Trobo e il festival di Aboye, si trovano nel distretto di Sekyere South.